# Yusuhara
Yusuhara (檮原町?) è una cittadina giapponese della prefettura di Kōchi.